# Testosterone (farmaco)
Il testosterone, ormone sessuale, sotto forma di farmaco in condizioni normali si presenta come un solido biancastro.
Viene utilizzato per il trattamento dell'ipogonadismo primario, dell'ipogonadismo ipogonadotropo, del tumore alla mammella, dei sintomi vasomotori nelle donne in menopausa e del disturbo ipoattivo del desiderio sessuale in donne sottoposte a isterectomia. Viene utilizzato anche come farmaco veterinario.
Risulta incluso nella lista dei farmaci essenziali stilata dall'Organizzazione Mondiale della Sanità.

## Storia
Il testosterone venne isolato e sintetizzato per la prima volta nel 1935.

## Caratteristiche strutturali e fisiche
Si presenta sotto forma di solido inodore di colore biancastro (20 °C) o con lievi sfumature color crema.
Il composto presenta un donatore e due accettori di legami a idrogeno. La massa monoisotopica è pari a 288,208930132 g/mol. L'area superficiale accessibile risulta pari a 37,3 Å², mentre l'heavy atom count è 21. Gli atomi legati all'elemento stereogenico sono 6, mentre le unità legate attraverso legame covalente sono solo una.
Oltre che in acqua, il testosterone risulta solubile in alcool denaturato, cloroformio, oli vegetali, alcool, etanolo, etere etilico, acetone, diossano e altri solventi organici, mentre risulta solo parzialmente solubile in etere.
La sezione d'urto trasversale varia tra 167.69 Å² [M+K]+ e 206.07 Å² [M+Na]+ in base al metodo utilizzato. La pressione di vapore è pari a 1,7x10−8 mmHg.
Se scaldato fino a degradazione - che avviene prima dell'ebollizione - emette un odore acre e fumi irritanti.

## Reattività e caratteristiche chimiche
Il composto risulta facilmente ossidabile e stabile all'aria.
Il suo potere rotatorio specifico è pari a +109° a 24 °C/D (c = 4 in alcool). In soluzione di diossano risulta destrorotatorio.
La permeabilità Caco-2 è pari a -4,34.

## Farmacocinetica

### Biodisponibilità
Una singola dose topica da 100 mg di testosterone ha un AUC di 10425 ± 5521 ng*h/dl e una Cmax di 573 ± 284 ng/dL. A livello topico la biodisponibilità del testosterone è approssimativamente del 10%. Il volume di distribuzione in uomini anziani è pari a 80,36 ± 24,51 l. Nel plasma il testosterone risulta legato alle globuline leganti gli ormoni sessuali per il 40%, il 2% risulta libero, mentre la percentuale restante risulta legata all'albumina e ad altre proteine.

### Emivita
La durata d'azione varia da paziente a paziente con un'emivita di 10-100 minuti. Mentre la clearance in uomini di mezza età è pari a 812 ± 64 l/giorno.

### Metabolismo
Il testosterone viene metabolizzato in 17-cheto steroidi attraverso due diverse vie metaboliche. I metaboliti maggiormente attivi sono l'estradiolo e il diidrotestosterone (DHT). Il testosterone può essere:
- idrolizzato in diverse posizioni dalla taurochenodeossicolato 6alfa-idrossilasi, citocromo P450 2A6, CYP2C9 e dal citocromo 2C19.[16][17]
- glucuronato dall'UGT2B17[18][19]
- solvatato[19]
- convertito in estradiolo dall'aromatasi[20]
- convertito in diidrotestosterone dalla 5α reduttasi[21] che a sua volta glucoronato[22], solvatato o metabolizzato in 5α-androstenediolo[21], 3α,17β-androstenediolo o 3β,17β-androstenediolo[20], ovvero convertito in 5α-androstanedione[21]
- metabolizzato in androstenedione dalla taurochenodeossicolato 6alfa-idrossilasi, citocromo P450 2A6, CYP2C9 e dal citocromo 2C19[16], che a sua volta viene metabolizzato dall'aromatasi a formare estrone che viene trasformato in estradiolo mediante una reazione reversibile.[22] L'androstenedione può anche essere convertito in 5α-androstenedione e quindi in 5α-androsterone[21] dalla 5α reduttasi.[23]

L'assorbimento e il metabolismo degli esteri lipidici solubili derivanti dal testosterone risultano più lenti rispetto a quelli della molecola da cui derivano.

### Eliminazione
Il 90% della dose assunta per via intramuscolare viene eliminata attraverso le urine, principalmente come glucuronidi e coniugati con il solfato. Il 6% viene eliminato nelle feci, principalmente come metaboliti liberi.

## Farmacodinamica
Il testosterone è un antagonista del recettore nucleare NR3C4 che induce l'espressione genica responsabile della crescita e dello sviluppo degli organi sessuali maschili e dei caratteri sessuali secondari. L'indice terapeutico è ampio considerato che i livelli normali in un uomo adulto si aggirano intorno a 300-100 ng/dL. In base al tessuto target può avere effetti sulla differenziazione sessuale, la spermatogenesi, le caratteristiche sessuali, la libido, lo sviluppo della massa muscolare, la forza e la potenza.
In seguito al legame con il recettore, quest'ultimo si dissocia dalla proteina da shock termico HSP90 e subisce un cambiamento conformazionale che rallenta il tasso di dissociazione. Il complesso androgeno-recettore è trasportato nel nucleo dove si lega al DNA e ingaggia altri regolatori della trascrizione per formare un complesso d'iniziazione della polimerasi e conseguente espressione di specifici geni.

## Effetti del composto e usi clinici

### Tossicologia
I principali rischi associati all'assunzione di testosterone sono gli stessi legati ad alti livelli di androgeni: irregolarità del ciclo mestruale e mascolinizzazione nella donna, impotenza, disturbi cardiovascolari e ipertrofia prostatica negli uomini. Entrambi i sessi possono subire danni epatici. Possono presentarsi sintomi psichiatrici durante l'uso o dopo la sospensione del trattamento.
Il sovradosaggio acuto può provocare nausea e disturbi gastrointestinali. Si ipotizza che l'uso continuativo possa portare ad un aumento della massa muscolare e all'esagerazione dei caratteri maschili con effetti sui livelli degli ormoni correlati. Non vi sono evidenze specifiche che possa aumentare le prestazioni atletiche.
L'abuso continuato del composto è associato al tumore precoce alla prostata. Sono stati inoltre riportati casi di tumori epatici associati all'abuso di anabolizzanti.
Il testosterone può provocare danni al feto se somministrato alle donne in gravidanza.

### Controindicazioni ed effetti collaterali
Bisogna stare attenti all'esposizione secondaria dei bambini ai prodotti topici contenenti tale composto.